# Anubha Bhonsle
Anubha Bhonsle (?, 3 de abril de 1978) é uma autora, jornalista indiana de televisão e dos veículos de imprensa. Atualmente trabalha como editora executiva da CNN-News18.

## Carreira
Bhonsle iniciou sua carreira na The Indian Express em 1999 e depois passou a fazer parte da produtora Miditech, the Zee Group. De lá, ela ingressou na New Delhi Television, onde fez parte do escritório político e foi âncora. Bhonsle iniciou na CNN-News18 como âncora do horário nobre e editora sênior.
Bhonsle pesquisou sobre a história política da América e o papel de gênero e raça durante sua bolsa de estudos. Ela participou de pautas sobre questões sociais e, junto com sua equipe, liderou projetos importantes. Ela realizou reportagens detalhadas do Nordeste indiano, como na Caxemira, Uttar Pradesh e outras partes da Índia. Suas reportagens sobre pessoas marginalizadas na sociedade lhe trouxeram um reconhecimento especial. Ela também foi conhecida por seu programa, 'Paisa Power Politics', explorando questões de financiamento de campanhas eleitorais.
Ela trabalha na edição do Citizen Journalist Show e faz reportagens da Caxemira e do Nordeste regularmente. Como parte de sua bolsa para o Arquivo Popular da Índia Rural (abreviação em inglês: PARI), Anubha, ao lado do jornalista e cineasta Sunzu Bachaspatimayum, produziu três curtas-metragens de reportagens sobre as vidas e tradições da comunidade Meitei de Manipur. Ela publicou sua reportagem sobre a insurgência do estado de Manipur e a luta de Irom Sharmila contra a Lei das Forças Armadas (Poderes Especiais) no formato de um livro intitulado Mother, Where's My Country?, em 2016.

## Prêmios
Anubha Bhonsle ganhou o Prêmio Ramnath Goenka de Excelência em Jornalismo 2009 e o Prêmio Chameli Devi de pessoa em destaque na imprensa.

## Obras publicadas
- Anubha Bhonsle (22 de agosto de 2014). «A democracy of armed soldiers». The Hindu (em inglês). Consultado em 25 de maio de 2022
- Anubha Bhonsle (2 de agosto de 2013). «The Girl Without a Face». The New York Times (em inglês). Consultado em 25 de maio de 2022
- Anubha Bhonsle (3 de junho de 2013). «Of uncomfortable spaces». The Hindu (em inglês). Consultado em 25 de maio de 2022